# Marganus II
Marganus II est un roi légendaire de l'île de Bretagne (actuelle Grande-Bretagne), dont l’« histoire » est rapportée par Geoffroy de Monmouth dans son Historia regum Britanniae (vers 1135).

## Contexte
Margan ap Arthal selon le Brut y Brenhinedd est un roi légendaire de l'île de Bretagne qui est nommé Margan ou Marganus II, fils d'Arthgallo par Geoffroy de Monmouth. Il succède à son cousin anonyme (Regin ?)  fils de Gorbonianus. « Serein à l'exemple de ses proches il gouverna les Bretons dans la paix ». Il a comme successeur son frère Enniaunus [Einion]

## Sources
- Geoffroy de Monmouth Histoire des rois de Bretagne, traduit et commenté par Laurence Mathey-Maille, Édition Les belles lettres, coll. « La roue à livres », Paris, 2004,  (ISBN 2-251-33917-5)
- (en) Peter Bartrum, A Welsh classical dictionary: people in history and legend up to about A.D. 1000, Aberystwyth, National Library of Wales, 1993 (ISBN 9780907158738), p. 520 MARGAN ab ARTHAL. (Fictitious). (195-194 B.C.)